# Bitchat
Bitchat é um aplicativo de mensagens criptografadas de ponta a ponta desenvolvido por Jack Dorsey, cofundador do Twitter (atual X) e da Block, Inc. Anunciado em julho de 2025, o Bitchat permite que os usuários enviem mensagens por meio de redes mesh Bluetooth LE (BLE) sem necessidade de conexão à Internet, serviço celular, contas de usuário ou servidores centralizados.

## Visão geral
O Bitchat é um aplicativo de mensagens criptografadas de ponta a ponta anunciado por Jack Dorsey em julho de 2025, atualmente em fase de testes beta via TestFlight. O aplicativo opera por meio de redes mesh Bluetooth, permitindo que dispositivos próximos retransmitam mensagens sem necessidade de conexão à Internet. O Bitchat utiliza criptografia de ponta a ponta com troca de chaves Curve25519 e AES-GCM. Além disso, possui canais protegidos por senha e um "modo de pânico" que apaga todos os dados armazenados após três toques no logo. A tecnologia Bluetooth usada pelo Bitchat oferece um alcance efetivo de mais de 300 metros (980 pés). Os desenvolvedores do Bitchat planejam incorporar Wi-Fi Direct para ampliar sua cobertura e taxa de transferência. Dorsey afirmou que o aplicativo se assemelha a sistemas de mensagens IRC.

## História
Dorsey anunciou o Bitchat no X (antigo Twitter) em 6 de julho de 2025. Ele publicou um documento técnico em sua página no GitHub detalhando a arquitetura descentralizada e o sistema de criptografia do aplicativo. Além disso, o app entrou em fase de testes beta pelo TestFlight, atingindo rapidamente o limite de dez mil usuários.
Pouco depois do lançamento da versão de testes no TestFlight, um pesquisador de segurança descobriu que era possível impersonar outro usuário e se comunicar com os contatos dessa pessoa aparecendo como ela. Posteriormente, Dorsey adicionou uma observação à página do projeto Bitchat, afirmando que se tratava de um trabalho em andamento, que ainda não havia passado por uma auditoria externa de segurança e que talvez não atingisse seus objetivos de proteção.

## Casos de uso
O Bitchat foi desenvolvido para proporcionar comunicação resiliente quando as redes tradicionais estão indisponíveis ou comprometidas, como durante desastres naturais ou bloqueios de Internet. Ele também possibilita a comunicação em grandes eventos, como festivais de música, sem depender de conectividade à Internet. O aplicativo responde a preocupações relacionadas à censura e à vigilância, seguindo o legado de antecessores como FireChat e Bridgefy, que foram usados por manifestantes pró-democracia em Hong Kong.